# Felix Haase (Sportschütze)
Felix Haase (* 9. Juni 1994 in Bielefeld) ist ein deutscher Sportschütze im Wurfscheibenschießen in der Disziplin Skeet.

## Leben und Karriere
Haase kam mit 16 Jahren über die Jungjägerausbildung zum Flintenschießen und nahm 2011 erstmalig an der Deutschen Meisterschaft teil, wo er in seiner Altersklasse die Bronzemedaille gewann. Nach der Aufnahme 2012 in den Juniorenkader nahm er 2012 erstmals an internationalen Wettkämpfen teil, wo er bei der Europameisterschaft in Suhl mit dem achten Platz knapp das Finale verpasste und mit der Mannschaft knapp eine Medaille. In Lima bei der Weltmeisterschaft schaffte er den Einzug ins Finale und wurde Sechster und mit der Mannschaft Vierter. Ein Jahr später in Sarlóspuszta wurde er Vizeeuropameister und mit seinen Mannschaftskollegen Tilo Fritze und Gerrit Wülpern gewann er Bronze. Bei den Weltmeisterschaften in Granada des gleichen Jahres verpasste er im Finale knapp die Medaillenränge mit dem vierten Platz, die Mannschaft belegte den fünften Platz. 
Seit der Saison 2015 schießt Felix Haase im Perspektivkader (ehemals B-Kader) und wurde Elfter beim Weltcup in Al-Ain, in Nikosia 2016 Zehnter, 2017 und 2019 in Acapulco Vierter und Sechster. Beim Weltcup 2020 in Nikosia gewann er zusammen mit Nele Wißmer im Mixed-Team-Wettkampf die Silbermedaille und 2022 Bronze mit der Mannschaft. 
Haase war Teilnehmer bei den FISU Universitäts-Weltmeisterschaften im Schießen 2016 in Zawisza Bydgoszcz und 2018 in Kuala Lumpur sowie bei den FISU Welthochschulspielen 2019 in Neapel, wo er Sechster wurde. Bei Deutschen Meisterschaften wurde er einmal Deutscher Meister, sechsmal Vizemeister und erhielt viermal Bronze.